# 28 juli
28 juli is de 209de dag van het jaar (210de dag in een schrikkeljaar) in de gregoriaanse kalender. Hierna volgen nog 156 dagen tot het einde van het jaar.

## Gebeurtenissen
- Algemeen
  - 46 v.Chr. - Julius Caesar wordt dictator in Rome.
  - 450 - Keizer Theodosius II overlijdt enkele dagen na een ongelukkige val tijdens een rit te paard.
  - 1909 - Derde dag van de Tragische week in Catalonië: scholen en kerken worden in brand gestoken.
  - 1914 - De Eerste Wereldoorlog, ook de Wereldoorlog of de Grote Oorlog genoemd, breekt uit.
  - 1945 - Een bommenwerper van de Amerikaanse luchtmacht ramt per ongeluk het Empire State Building in New York.
  - 1976 - Alle zes miljoen inwoners van Peking verblijven dagenlang op straat na zeer zware aardbevingen, die het noordoosten van China treffen en het leven eisen van 240.000 mensen.
  - 1981 - Een aardbeving met een kracht van 7,3 op de schaal van Richter treft de provincie Kerman in Iran; tussen de vier- en achtduizend mensen komen om het leven.
  - 1993 - De blinde Amerikaanse zeiler Hank Dekker vertrekt vanuit Baltimore voor een solozeiltocht over de Atlantische Oceaan.
  - 2013 - Tientallen mensen komen om als een autobus 30 meter naar beneden stort van een viaduct nabij de Zuid-Italiaanse stad Avellino.

- Oorlog
  - 1227 - In de Slag bij Ane verslaan de Drentse boeren het ruiterleger van de bisschop van Utrecht.
  - 1914 - Oostenrijk-Hongarije verklaart Servië de oorlog, daarmee begint de Eerste Wereldoorlog.
  - 1940 - Koningin Wilhelmina opent de uitzendingen van Radio Oranje vanuit Londen.
  - 1976 - Zambia vraagt de Veiligheidsraad om hulp tegen "de volkerenmoord van Zuid-Afrika en Rhodesië tegen zwarten in het gebied".

- Politiek
  - 1794 - Maximilien de Robespierre wordt geëxecuteerd, waarmee een eind komt aan de Terreur in Frankrijk.
  - 1821 - Peru verklaart zich onafhankelijk van Spanje.
  - 1955 - Oostenrijk wordt onafhankelijk nadat het sinds de Tweede Wereldoorlog verdeeld was in 4 Geallieerde bezettingszones.
  - 1977 - President Francisco Morales Bermúdez belooft dat Peru binnen drie jaar na twaalf jaar militair bewind zal terugkeren naar een burgerregering.
  - 1988 - Koning Hoessein van Jordanië doet officieel afstand van de Westelijke Jordaanoever als Jordaans grondgebied.
  - 1990 - Alberto Fujimori wordt president van Peru en volgt Alan García op.
  - 2009 - Venezuela trekt zijn ambassadeur uit Colombia terug en verbreekt voorlopig de betrekkingen met het buurland na beschuldigingen van Colombia dat Venezuela de marxistische rebellenbeweging FARC steunt.

- Recreatie
  - 2020 - In Europa-Park (her)opent de darkride Piraten in Batavia.

- Sport
  - 1928 - Prins Hendrik opent de Olympische Spelen in Amsterdam.
  - 1984 - President Ronald Reagan opent in Los Angeles de Olympische Zomerspelen van de XXIIIe Olympiade.
  - 1991 - Miguel Indurain wint de 78ste editie van de Ronde van Frankrijk. Het is de eerste eindoverwinning voor de Spaanse wielrenner.
  - 2007 - De 83ste 24 uur van Spa-Francorchamps wordt gehouden.
  - 2019 - De Tour de France heeft voor het eerst een Colombiaanse winnaar. Egan Bernal won, derde werd Nederlander Steven Kruijswijk.
  - 2021 - De Nederlandse ploeg wint op de met een jaar uitgestelde Olympische Zomerspelen 2020 10 gouden medailles, een record in de Nederlandse olympische historie.

- Wetenschap en technologie
  - 1851 - Er treedt een totale zonsverduistering op die waarneembaar is in het noordelijk deel van de Verenigde Staten en in een deel van Europa. Vanuit Nederland en België is een gedeeltelijke verduistering waarneembaar met een grootte van ongeveer 85%. Deze verduistering is de 14e in Sarosreeks 143.[1]
  - 1851 - De Pruisische daguerreotypist Johann Julius Friedrich Bekowski maakt de eerste foto ooit van een totale zonsverduistering.[2]
  - 2023 - Lancering van een Falcon 9 raket van SpaceX vanaf Kennedy Space Center Lanceercomplex 40 voor de Starlink group 6-7 missie met 22 Starlink satellieten.[3]
  - 2023 - De Aeolus aardobservatiesatelliet van ESA valt gecontroleerd terug in de atmosfeer nadat het ruimtevaartuig zonder brandstof is geraakt. Een serie complexe manoeuvres in de afgelopen dagen heeft een begeleide terugkeer mogelijk gemaakt. Het is voor het eerst in de ruimtevaartgeschiedenis dat dit is geprobeerd.[4]
  - 2023 - NASA maakt bekend dat het contact met het ruimtevaartuig Voyager 2 tijdelijk verloren is gegaan doordat de antenne niet meer op de Aarde is gericht als gevolg van een reeks commando's die op 21 juli naar het toestel is verzonden. Voyager 2 controleert echter meerdere keren per jaar of de oriëntatie nog juist is en zal dit op 15 oktober a.s. opnieuw doen, waarna de antenne weer goed gericht moet staan.[5]

## Geboren

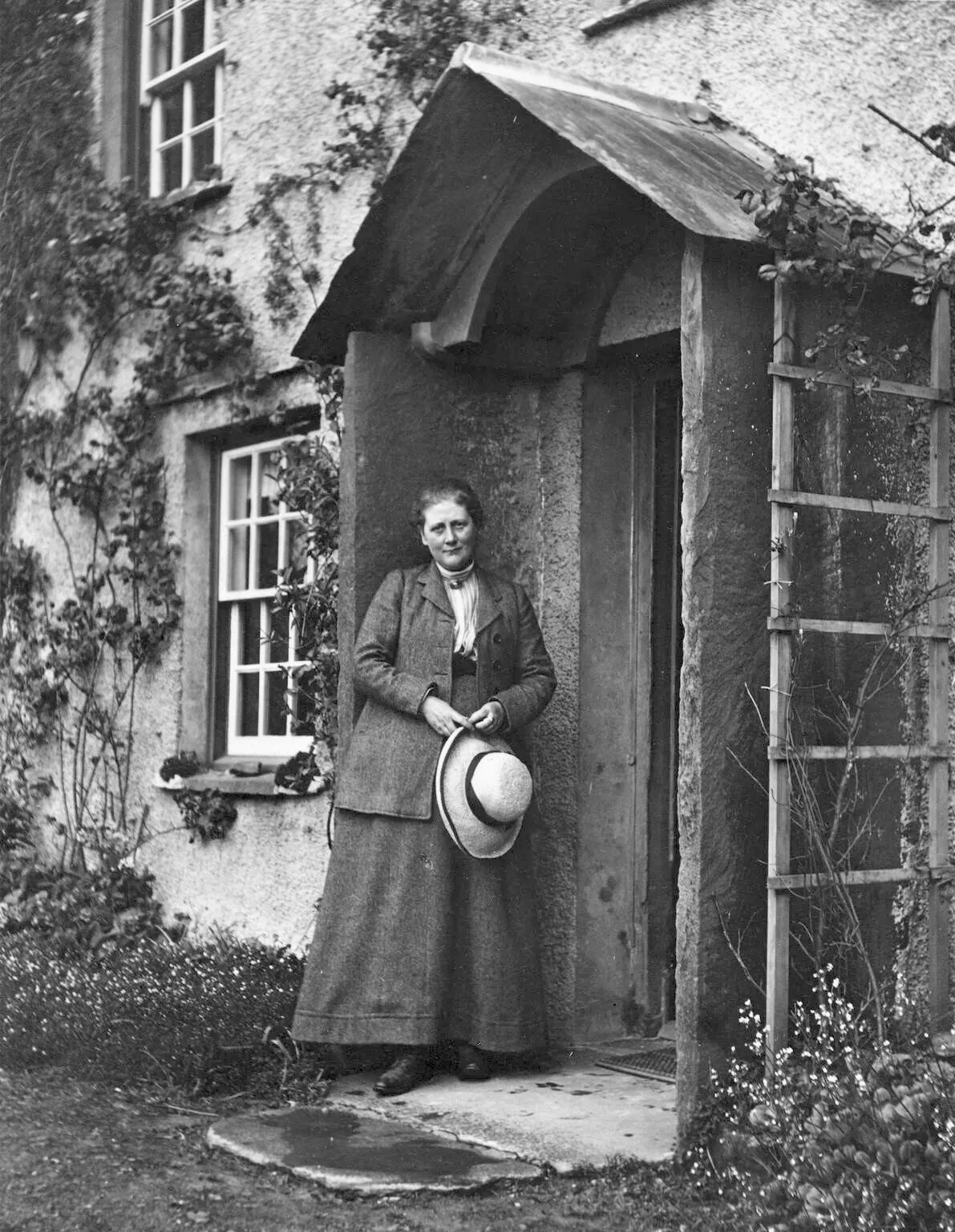
Beatrix Potter
geboren in 1866

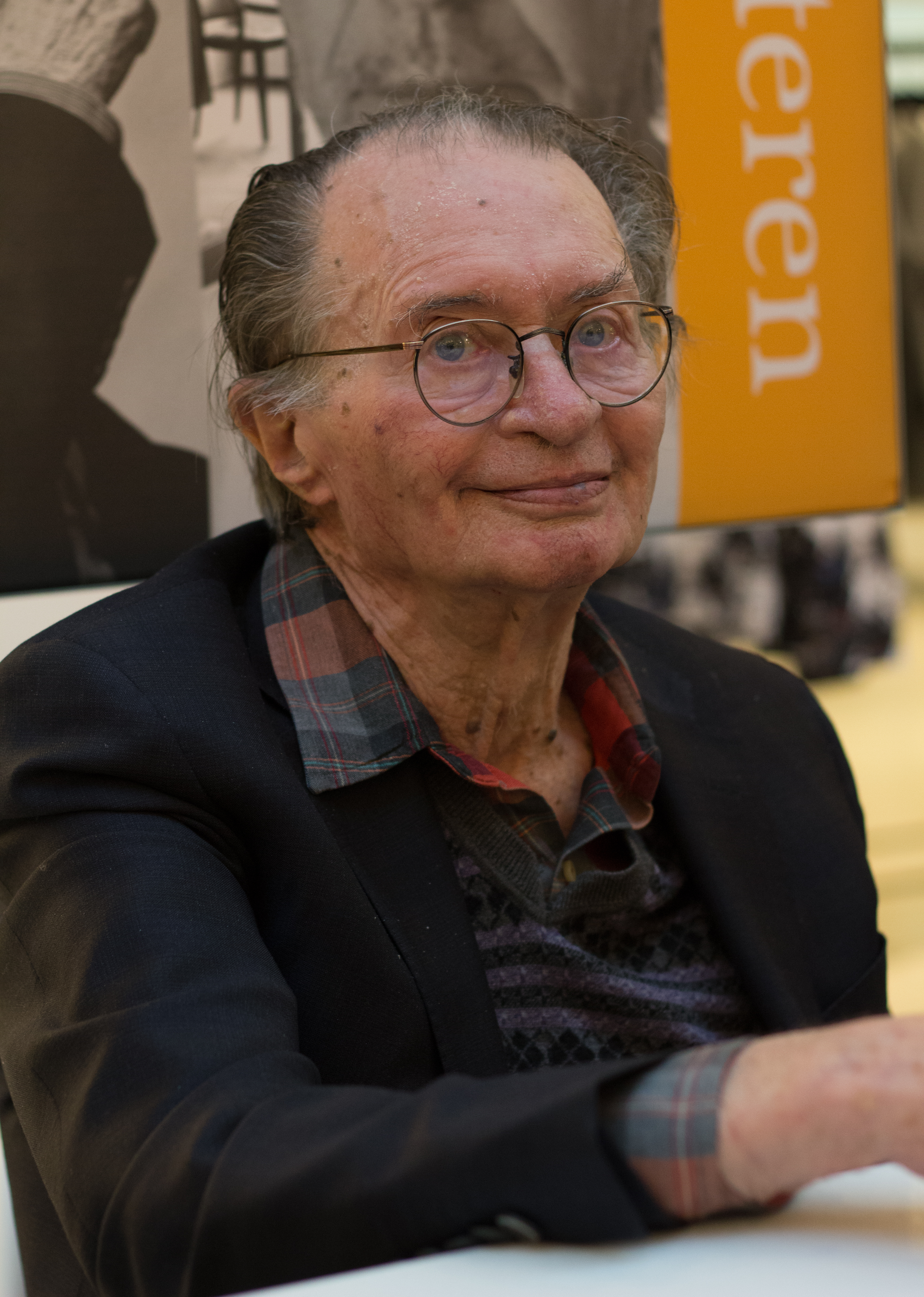
Remco Campert
geboren in 1929

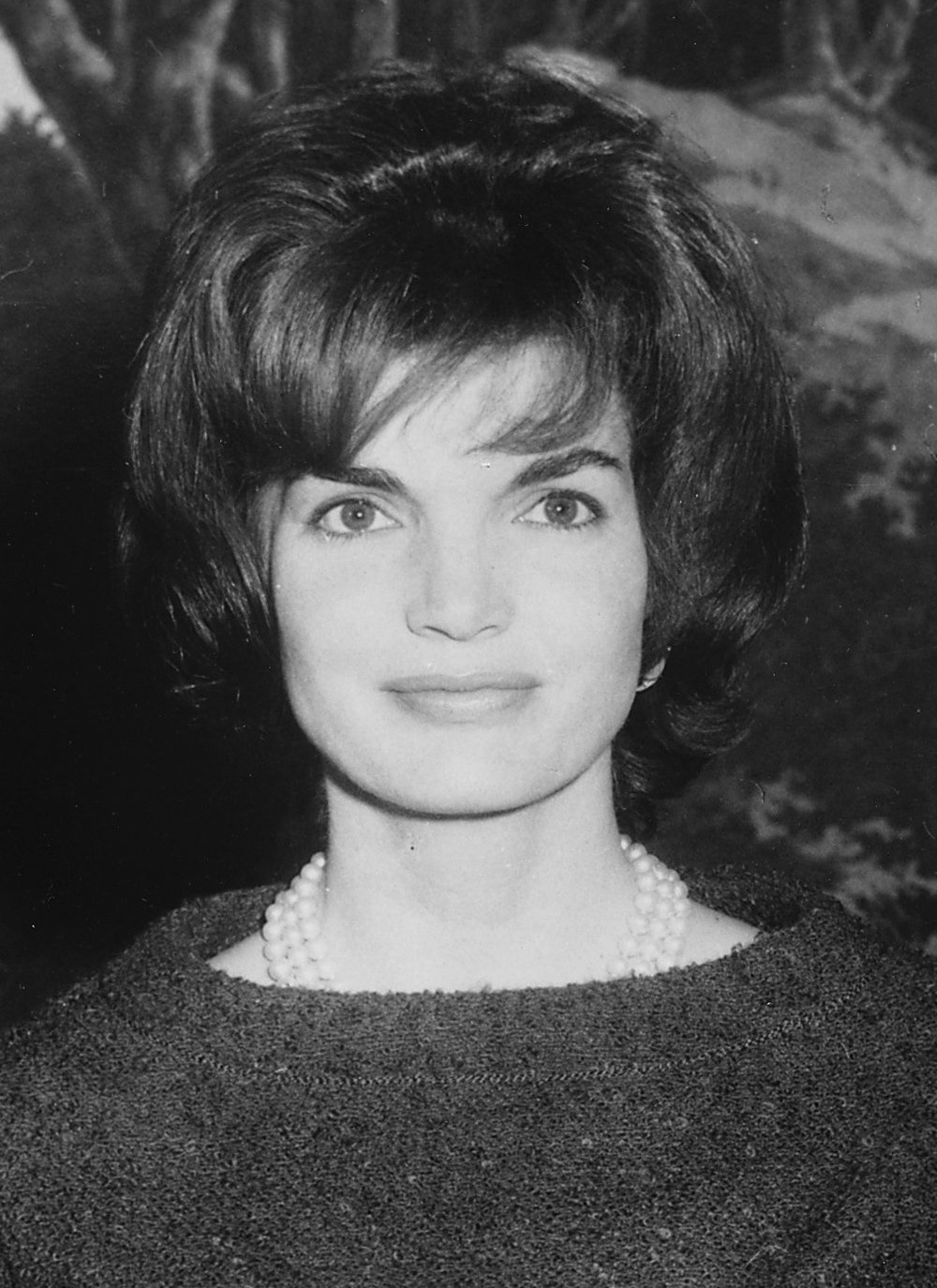
Jacqueline Kennedy Onassis
geboren in 1929

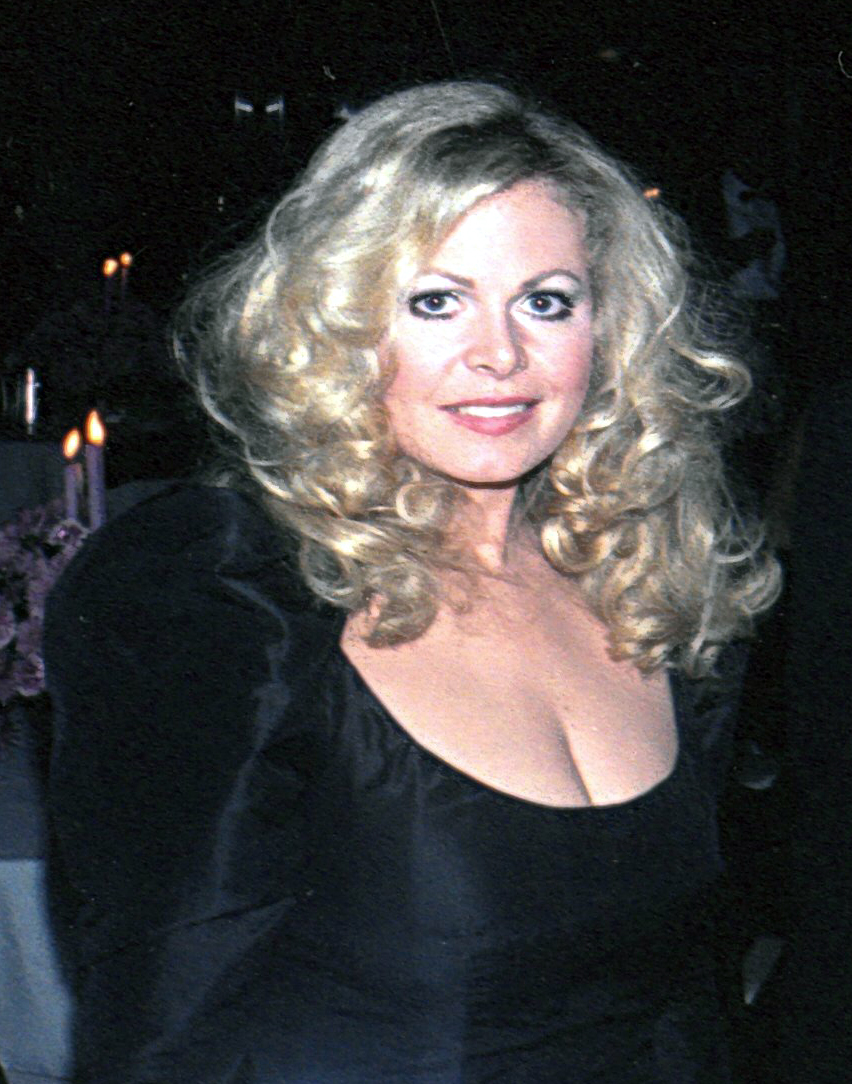
Sally Struthers
geboren in 1947

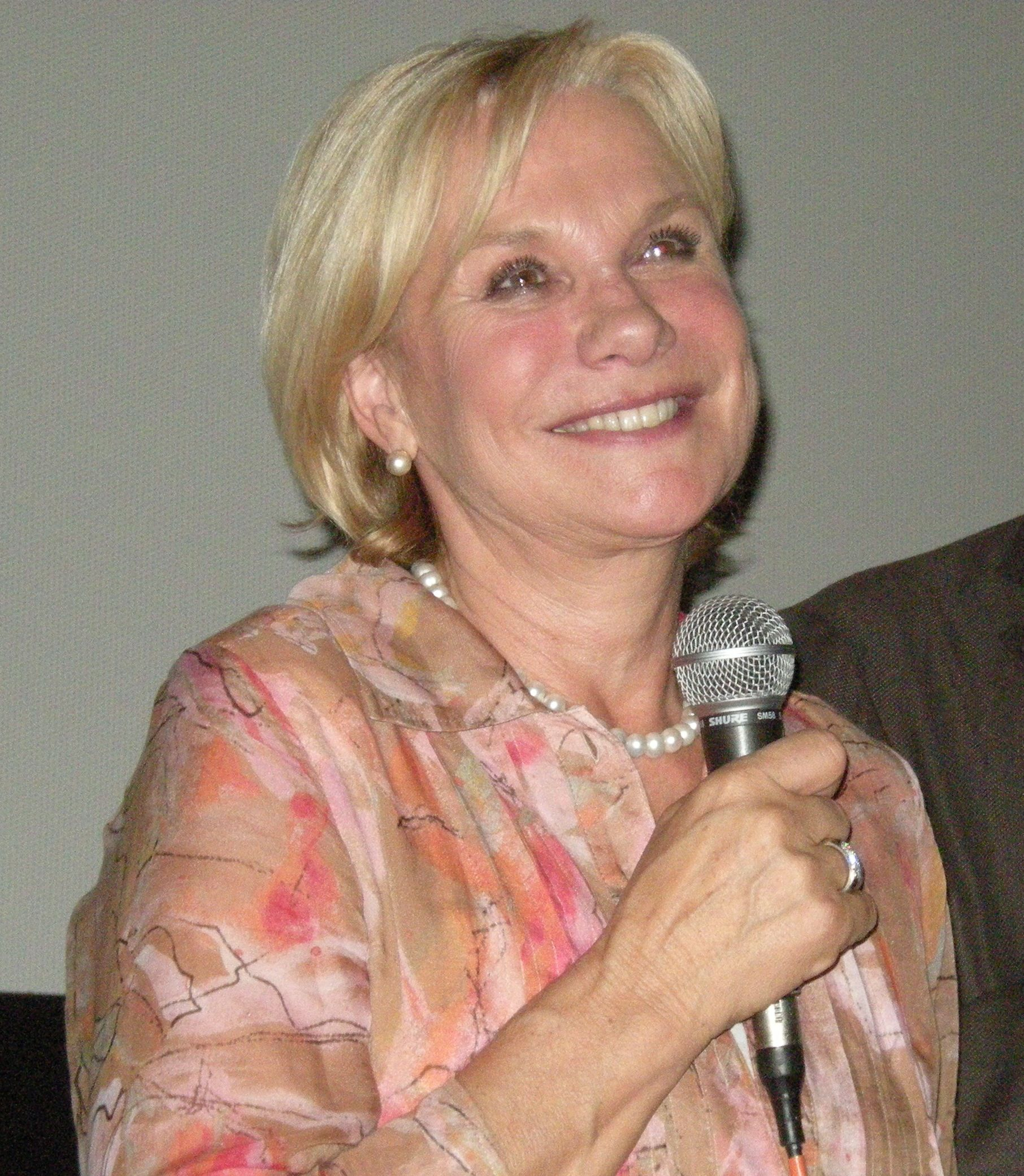
Monique van de Ven
geboren in 1952

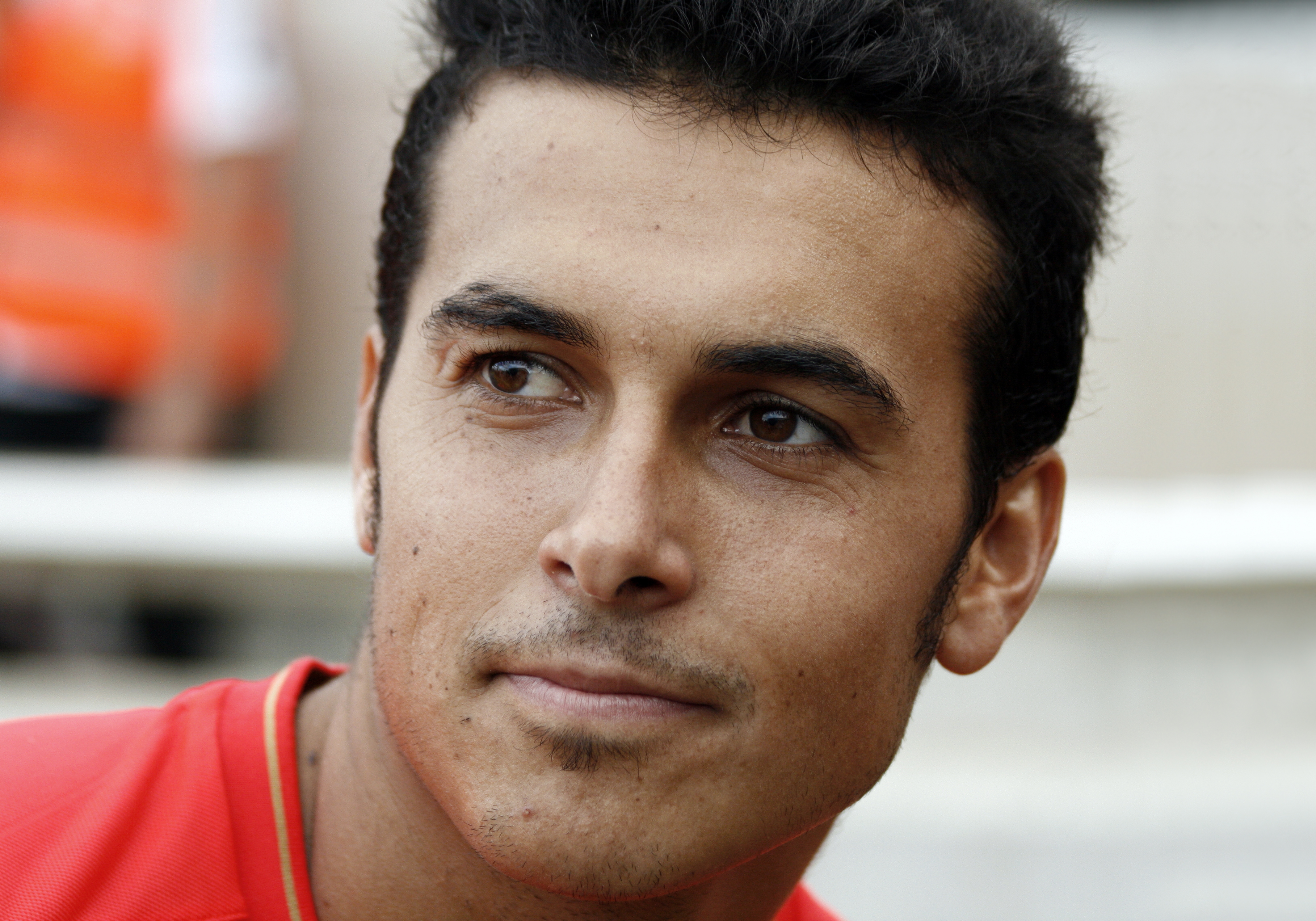
Pedro Rodríguez Ledesma
geboren in 1987

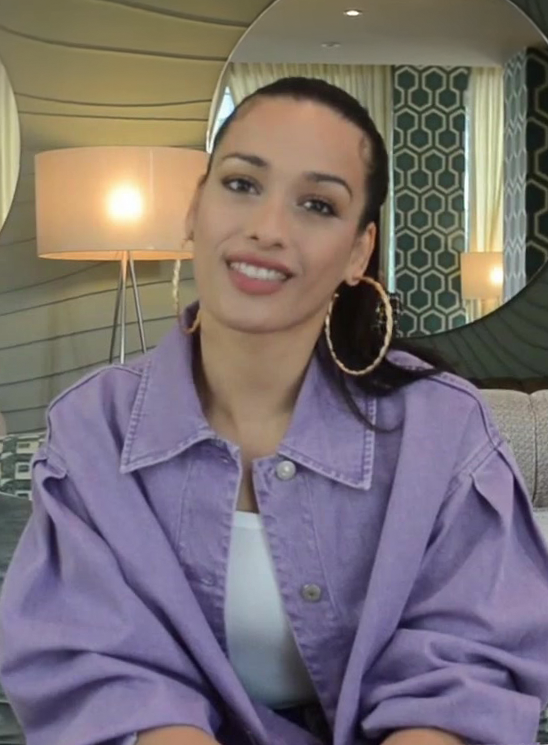
Chanel Terrero
geboren in 1991

- 1804 - Ludwig Feuerbach, Duits filosoof (overleden 1872)
- 1815 - Rudolf Paravicini, Zwitsers generaal (overleden 1888)
- 1866 - Beatrix Potter, Engels schrijfster (overleden 1943)
- 1868 - Theodor Wulf, Duits jezuïetenpater en natuurkundige (overleden 1946)
- 1868 - Harry Blackstaffe, Brits roeier (overleden 1951)
- 1883 - Angela Raubal, Oostenrijks halfzus van Adolf Hitler (overleden 1949)
- 1884 - Aida de Acosta, Amerikaans luchtvaartpionier en onderneemster (overleden 1962)
- 1886 - Gustavo Testa, Italiaans curiekardinaal (overleden 1969)
- 1886 - Coen van Veenhuijsen, Nederlands atleet (overleden 1977)
- 1887 - Marcel Duchamp, Frans kunstenaar (overleden 1968)
- 1890 - Arthur De Laender, Belgisch atleet (overleden 1966)
- 1891 - Maurice Blitz, Belgisch zwemmer en waterpoloër (overleden 1975)
- 1897 - Henryk Reyman, Pools voetballer (overleden 1963)
- 1898 - Sebastianus van Nuenen, Nederlands geestelijke en ordestichter (overleden 1966)
- 1902 - Karl Popper, Brits-Oostenrijks wetenschapsfilosoof (overleden 1994)
- 1904 - Ludvik Mrzel, Sloveens schrijver, dichter, theatercriticus en publicist (overleden 1971)
- 1904 - Pavel Tsjerenkov, Russisch natuurkundige en Nobelprijswinnaar (overleden 1990)
- 1907 - John Grahame Douglas Clark, Brits archeoloog (overleden 1995)
- 1907 - Earl Tupper, Amerikaans uitvinder (overleden 1983)
- 1909 - Bruno Bianchi, Italiaans politicus en vakbondsbestuurder (overleden 1986)
- 1909 - Aenne Burda, Duits uitgeefster van modebladen (overleden 2005)
- 1909 - Malcolm Lowry, Engels schrijver (overleden 1957)
- 1910 - Eelke Bakker, oudste Nederlandse man (overleden 2020)
- 1911 - Ann Doran, Amerikaans actrice (overleden 2000)
- 1911 - Gerhard Stöck, Duits atleet (overleden 1985)
- 1912 - Nol Wolters, Nederlands politiefunctionaris (overleden 1994)
- 1913 - Gérard Côté, Canadees atleet (overleden 1993)
- 1915 - Charles Townes, Amerikaans natuurkundige, uitvinder van de laser (overleden 2015)
- 1918 - Gerard de Wit, Nederlands golfer (overleden 1988)
- 1919 - György Bálint, Hongaars tuinder, journalist, schrijver en politicus (overleden 2020)
- 1922 - Lida van der Anker-Doedens, Nederlands kanovaarster (overleden 2014)
- 1922 - Theo Eerdmans, Nederlands quizmaster, journalist en auteur (overleden 1977)
- 1922 - Jacques Piccard, Zwitsers oceanograaf (overleden 2008)
- 1924 - Luigi Musso, Italiaans autocoureur (overleden 1958)
- 1927 - Heini Walter, Zwitsers autocoureur (overleden 2009)
- 1929 - Remco Campert, Nederlands dichter, schrijver en columnist (overleden 2022)
- 1929 - Jacqueline Kennedy Onassis, echtgenote van president John F. Kennedy (overleden 1994)
- 1930 - Kees van Berkel, Nederlands edelsmid (overleden 2009)
- 1930 - Jean Roba, Belgisch stripauteur (overleden 2006)
- 1932 - Herman Candries, Belgisch politicus (overleden  2025)
- 1933 - Maria Teresa van Bourbon-Parma, Spaans-Frans edelvrouw en activiste (overleden 2020)
- 1933 - John Leefmans, Nederlands diplomaat, literatuurcriticus en dichter (overleden 2012)
- 1934 - Hans Reesink, Nederlands bisschop-emeritus (overleden 2019)
- 1935 - Massimo Natili, Italiaans autocoureur (overleden 2017)
- 1937 - Ditte Wessels, Nederlands kunstenaar en fotograaf
- 1938 - Luis Aragonés, Spaans voetballer en voetbalcoach (overleden 2014)
- 1939 - Jim Knapp, Amerikaans jazz-trompettist, componist, arrangeur en bigband-leider (overleden 2021)
- 1941 - Riccardo Muti, Italiaans dirigent
- 1941 - Susan Roces, Filipijns actrice (overleden 2022)
- 1943 - Richard Wright, Brits muzikant, toetsenist/zanger (overleden 2008)
- 1945 - Jim Davis, Amerikaans striptekenaar
- 1947 - Sally Struthers, Amerikaans actrice
- 1948 - Marja Brouwers, Nederlands schrijfster
- 1948 - Ruud Geels, Nederlands voetballer (overleden 2023)
- 1949 - Marc Didden, Belgisch filmregisseur, scenarist, rockjournalist, publicist en columnist
- 1949 - Rik Van Linden, Belgisch wielrenner
- 1949 - Steve Peregrin Took, Brits drummer en singer-songwriter (overleden 1980)
- 1951 - Ray Kennedy, Brits voetballer (overleden 2021)
- 1951 - T.M. Stevens, Amerikaans basgitarist (overleden 2024)
- 1952 - Wim Meutstege, Nederlands voetballer
- 1952 - Rama X, Thais monarch
- 1952 - Monique van de Ven, Nederlands actrice
- 1954 - Bruce Abbott, Amerikaans acteur
- 1954 - Hugo Chávez, Venezolaans president (overleden 2013)
- 1954 - Fred van Iersel, Nederlands theoloog en ethicus (overleden 2023)
- 1954 - Steve Morse, Amerikaans gitarist en componist
- 1955 - Anneke Scholtens, Nederlands kinderboekenschrijfster (overleden 2025)
- 1956 - Juul Vrijdag, Nederlands actrice
- 1958 - Terry Fox, Canadees atleet (overleden 1981)
- 1959 - Tineke Hidding, Nederlands atlete
- 1960 - Alex Czerniatynski, Belgisch voetballer
- 1960 - Harald Lesch, Duits natuur- en sterrenkundige
- 1960 - Elia Suleiman, Arabisch-Israëlisch filmproducent, -regisseur, -acteur en -scenarioschrijver
- 1961 - Huub Pragt, Nederlands atleet en egyptoloog
- 1962 - Torsten Gütschow, Oost-Duits voetballer
- 1963 - Monique Somers, Nederlands wiskundige, meteorologe en weervrouw
- 1964 - Lori Loughlin, Amerikaans actrice en model
- 1964 - Dirk de Kort, Belgisch politicus
- 1965 - Daniela Mercury, Braziliaans zangeres
- 1966 - Marina Klimova, Russisch kunstschaatsster
- 1966 - Miguel Ángel Nadal, Spaans voetballer
- 1967 - Peter Renkens, Belgisch zanger (overleden 2023)
- 1969 - Igor Benedejčič, Sloveens voetballer
- 1971 - Steven Alker, Nieuw-Zeelands golfer
- 1971 - Chris Chameleon (Chris Mulder), Zuid-Afrikaans zanger en bassist
- 1971 - Fernando Teixeira Vitienes, Spaans voetbalscheidsrechter
- 1971 - Abu Bakr al-Baghdadi, leider Islamitische Staat
- 1972 - Elizabeth Berkley, Amerikaans actrice
- 1972 - Ed Templeton, Amerikaans skateboarder en fotograaf
- 1974 - Natasja Bennink, Nederlands beeldhouwer
- 1974 - Alexis Tsipras, Grieks premier
- 1975 - Klaas van der Eerden, Nederlands cabaretier en tv-presentator
- 1975 - Björn Smits, Belgisch voetballer
- 1977 - Noah Bor, Keniaans atleet
- 1977 - Mark Boswell, Canadees atleet
- 1977 - Aleksandar Živković, Servisch voetballer
- 1978 - Gerco Schröder, Nederlands springruiter
- 1979 - Dmytro Baranovsky, Oekraïens atleet
- 1980 - Shelly Gotlieb, Nieuw-Zeelands snowboardster
- 1981 - Michael Carrick, Engels voetballer
- 1981 - Patrick Long, Amerikaans autocoureur
- 1981 - Giorgio Sernagiotto, Italiaans autocoureur
- 1982 - Jonas Geirnaert, Belgisch comedy-en televisiemaker en regisseur van animatiefilms
- 1982 - Inge Hendrix, Belgisch voetbalster
- 1983 - Juan Guaidó, Venezolaans politicus
- 1983 - Cody Hay, Canadees kunstschaatser
- 1984 - DeMeco Ryans, Amerikaans Americanfootballspeler
- 1984 - Vincent Vianen, Nederlands danser en choreograaf
- 1985 - Mathieu Debuchy, Frans voetballer
- 1985 - Dustin Milligan, Canadees acteur
- 1987 - Pedro Rodríguez Ledesma (Pedro), Spaans voetballer
- 1988 - Serhij Semenov, Oekraïens biatleet
- 1988 - Jacky Schoenaker, Nederlands hockeyster
- 1989 - Felipe Kitadai, Braziliaans judoka
- 1990 - Soulja Boy (DeAndre Cortez Way), Amerikaans rapper
- 1990 - Mun Sung-hak, Zuid-Koreaans autocoureur
- 1991 - Chanel Terrero, Cubaans-Spaans zangeres, danseres en actrice
- 1992 - Sabine Schöffmann, Oostenrijks snowboardster
- 1993 - Harry Kane, Engels voetballer
- 1993 - Cher Lloyd, Brits zangeres en rapper
- 1993 - Guillaume Mondron, Belgisch autocoureur
- 1993 - Josh Prenot, Amerikaans zwemmer
- 1994 - Sven van Beek, Nederlands voetballer
- 1994 - Sophie Straat, Nederlands zangeres
- 1995 - Berglind Rós Ágústsdóttir, IJslands voetbalster
- 1995 - Renato Tapia, Peruviaans voetballer
- 1995 - Julia van der Toorn, Nederlands zangeres
- 1998 - Ragnar Ache, Duits voetballer
- 1999 - Rogier Dorsman, Nederlands zwemmer
- 1999 - Sacha Fenestraz, Frans-Argentijns autocoureur
- 2000 - Keito Nakamura, Japans voetballer
- 2001 - Alex Díaz, Spaans wielrenner
- 2003 - Esmee Brugts, Nederlands voetbalster
- 2005 - Noa Zwan, Nederlands actrice en zangeres

## Overleden

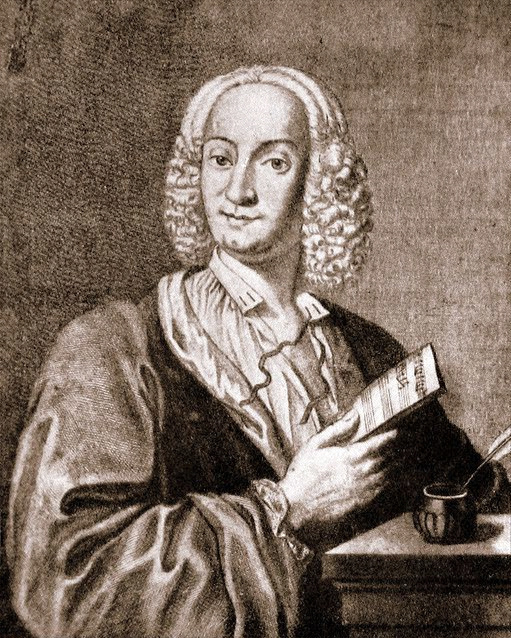
Antonio Vivaldi
overleden in 1741

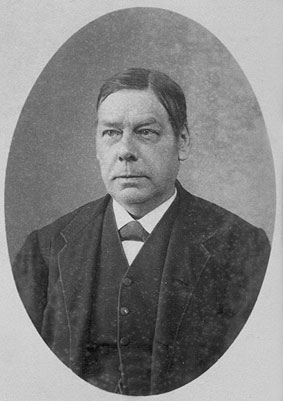
Jan Kappeyne van de Coppello
overleden in 1895

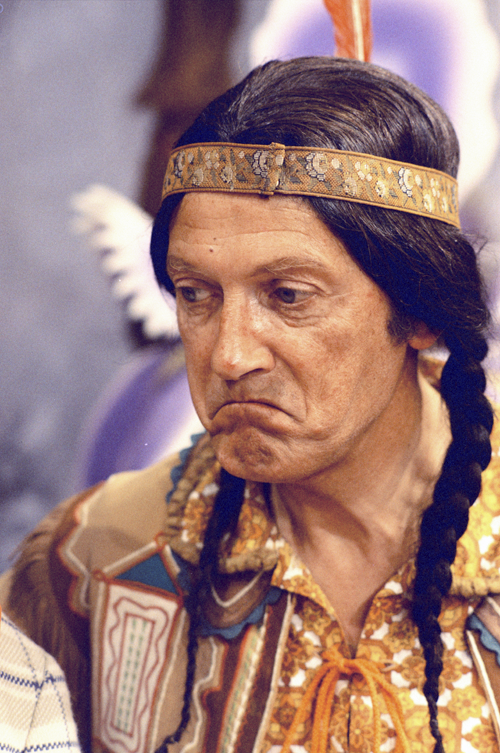
Herbert Joeks
overleden in 1993

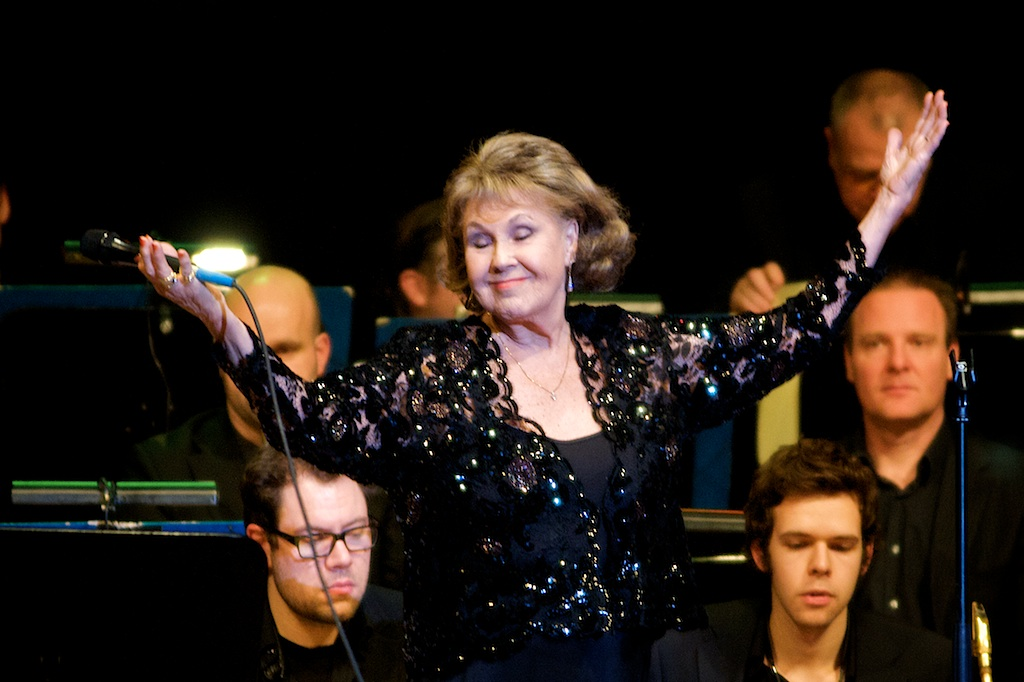
Rita Reys
overleden in 2013

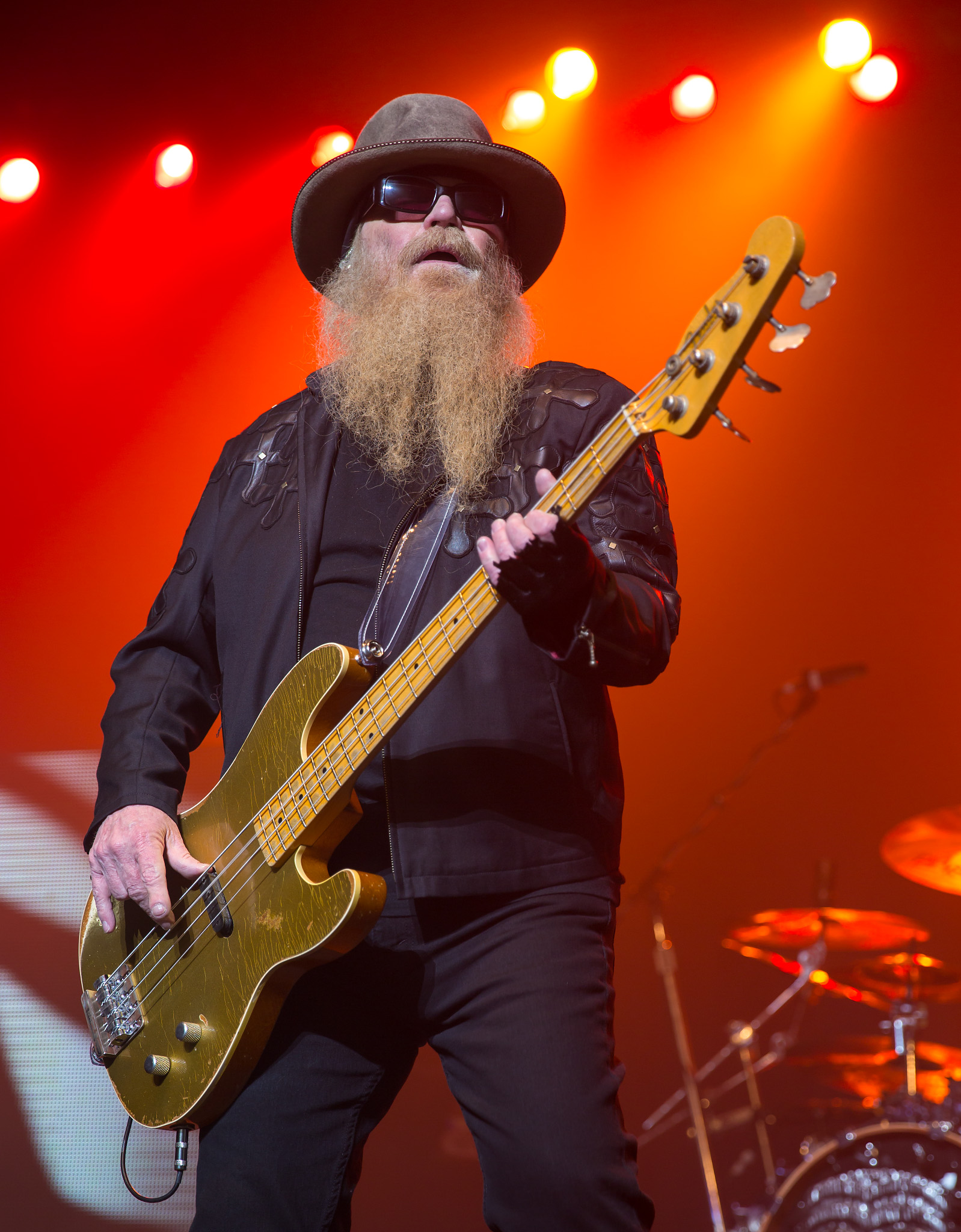
Dusty Hill
overleden in 2021

- 388 - Magnus Maximus, keizer van het Romeinse Rijk
- 450 - Theodosius II, keizer van het Romeinse Rijk
- 1227 - Otto van Lippe, bisschop van Utrecht
- 1230 - Leopold VI van Oostenrijk (54)
- 1540 - Thomas Cromwell, Engels staatsman
- 1655 - Savinien de Cyrano de Bergerac, Frans schrijver, dichter en militair
- 1667 - Abraham Cowley, Engels dichter
- 1688 - Laurens Verboom (34), Nederlands militair en gouverneur van Suriname
- 1741 - Antonio Vivaldi (63), Italiaans componist
- 1750 - Johann Sebastian Bach (65), Duits componist
- 1794 - Maximilien de Robespierre (36), Frans revolutionair
- 1794 - Louis Antoine de Saint-Just (26), Frans revolutionair
- 1837 - Joseph Schubert (79), Duits componist
- 1842 - Clemens Brentano (63), Duits schrijver
- 1844 - Jozef Bonaparte (76), koning van Napels en Spanje
- 1849 - Karel Albert Amadeus (50), koning van Sardinië
- 1872 - Frederik Kaiser (64), Nederlands astronoom
- 1895 - Jan Kappeyne van de Coppello (72), Nederlands liberaal politicus
- 1934 - Marie Dressler (65), Canadees actrice
- 1938 - Lewis Clive (27), Brits roeier
- 1946 - Alphonsa van de Onbevlekte Ontvangenis (35), Indiaas zuster en heilige
- 1963 - Carl Borgward (72), Duits zakenman
- 1964 - André de Cock (84), Belgisch filatelist
- 1968 - Otto Hahn (89), Duits natuurkundige en chemicus
- 1979 - George Seaton (68), Amerikaans regisseur en scenarioschrijver
- 1982 - Estanislao Fernandez (72), Filipijns jurist en politicus
- 1982 - Cor Kieboom (81), Nederlands voetbalbestuurder
- 1990 - Jef Boudens (64), Belgisch graficus, tekenaar en kalligraaf
- 1991 - Jan Gonda (86), Nederlands hoogleraar Sanskriet, Javaans, Maleis
- 1991 - Renate Heintze (54), Duits sieraadontwerpster
- 1993 - Herbert Joeks (77), Nederlands acteur, kleinkunstenaar en zanger
- 1998 - Consalvo Sanesi (87), Italiaans autocoureur
- 1999 - Trygve Haavelmo (87), Noors econoom
- 2000 - Bram Pais (82), Nederlands-Amerikaans natuurkundige en wetenschapshistoricus
- 2003 - Aaron Bell (82), Amerikaans jazzbassist en arrangeur
- 2004 - Francis Crick (88), Brits bioloog en Nobelprijswinnaar
- 2005 - Jair da Rosa Pinto (84), Braziliaans voetballer
- 2007 - Freek Bischoff van Heemskerck (89), oud-verzetsman en eerste stalmeester van de koninginnen Wilhelmina, Juliana en Beatrix
- 2008 - Adrianus van der Vaart (106), oudste man van Nederland
- 2009 - Emilio Gancayco (87), Filipijns rechter
- 2011 - Bernd Clüver (63), Duits zanger
- 2011 - Abdul Fatah Younis (66 of 67), Libisch generaal en minister
- 2013 - Eileen Brennan (80), Amerikaans actrice
- 2013 - Cleto Maule (82), Italiaans wielrenner
- 2013 - Rita Reys (88), Nederlands jazzzangeres
- 2013 - Wim Spit (89), Nederlands vakbondsbestuurder
- 2013 - Ersilio Tonini (99), Italiaans kardinaal
- 2014 - Yvette Lebon (103), Frans actrice
- 2014 - Alekper Mamedov (84), Sovjet-Azerbeidzjaans voetballer en trainer
- 2014 - James Shigeta (85), Amerikaans (stem)acteur en zanger
- 2014 - Theodore Van Kirk (93), Amerikaans navigator
- 2016 - Ivo Bakelants (81), Belgisch glazenier
- 2016 - Jacqueline Crevoisier (74), Zwitsers auteur
- 2016 - Émile Derlin Zinsou (98), Benins politicus
- 2018 - Wanny van Gils (59), Nederlands voetballer
- 2018 - Olga Jackowska (Kora) (67), Pools zangeres en songwriter
- 2019 - Walter Fiers (88), Belgisch moleculair bioloog
- 2019 - George Hilton (Jorge Hill Acosta y Lara) (85), Brits westernacteur
- 2019 - Loek van Mil (34), Nederlands honkballer
- 2020 - Junrey Balawing (27), Filipijns kleinste man van de wereld
- 2020 - Martin Konings (91), Nederlands volksvertegenwoordiger
- 2020 - Marcel Plasman (95), Belgisch politicus
- 2021 - Dusty Hill (72), Amerikaans muzikant
- 2022 - Leontien Ceulemans (70), Nederlands actrice en presentatrice
- 2022 - Pietro Citati (92), Italiaans literair criticus en schrijver
- 2022 - Terry Neill (80), Brits (Noord-Iers) voetballer en voetbaltrainer
- 2023 - Gon Buurman (83), Nederlands fotografe[6]
- 2023 - Klaas R. Veenhof (87), Nederlands assyrioloog
- 2024 - Suzanne Deriex (Suzanne Cuendet) (98), Zwitsers schrijfster
- 2024 - Michaël van Griekenland en Denemarken (85), Grieks historicus
- 2024 - Chino XL (Derek Keith Barbosa) (50), Amerikaans rapper
- 2025 - Hein Boele (85), Nederlands acteur en stemacteur
- 2025 - Michel Callon (80), Frans socioloog
- 2025 - Salvatore Gionta (94), Italiaans waterpolospeler

## Viering/herdenking
- Peru - Onafhankelijkheidsdag
- Rooms-Katholieke kalender:

Peru

  - Heiligen Nazarius en Celsus († c. 68)
  - Heilige Samson van Dol († 565) Guernsey
  - Heilige Paus Victor I († 199)
  - Heilige Petrus Poveda († 1836)
  - Heilige Alphonsa van de Onbevlekte Ontvangenis († 1946) Gedachtenis in Indië
  - Heilige Ardwyne van Ceprano († 7e eeuw)
  - Heiligen eerste diakens: Nikanor, Nikolaüs, Parmenas, Prochorus en Timon († 1e eeuw)
  - Zalige Stanley Francis Rother († 1981)
- Spanje: Día de las Instituciones de Cantabria

## Weerextremen

### Nederland
| | Officiële records | Officiële records | Officiële records |      | Landelijke records | Landelijke records | Landelijke records   |
| Gebeurtenis | Jaar              | Extreem           | Locatie           | Jaar | Extreem            | Locatie            |                      |
| --- | ----------------- | ----------------- | ----------------- | ---- | ------------------ | ------------------ | -------------------- |
| Laagste etmaalgemiddelde temperatuur (°C) | 1952              | 11,4              | De Bilt           |      | 1952               | 11,2               | Eelde                |
| Hoogste etmaalgemiddelde temperatuur (°C) | 1948              | 25,2              | De Bilt           |      | 1947               | 26,5               | Maastricht           |
| Laagste minimumtemperatuur (°C) | 1920              | 4,5               | De Bilt           |      | 1920               | 4,5                | De Bilt              |
| Hoogste minimumtemperatuur (°C) | 2008              | 20,1              | De Bilt           |      | 2006               | 20,9               | Lauwersoog           |
| Laagste maximumtemperatuur (°C) | 1952              | 14,2              | De Bilt           |      | 1952               | 13,8               | Schiphol             |
| Hoogste maximumtemperatuur (°C) | 1911              | 33,9              | De Bilt           |      | 1921               | 35,7               | Maastricht           |
| Hoogste uurgemiddelde windsnelheid (m/s) | 1909              | 16,5              | De Bilt           |      | 1909               | 18,5               | De Kooy              |
| Hoogste windstoot (m/s) | 1954, 1958        | 18,5              | De Bilt           |      | 2018               | 25,0               | IJmuiden             |
| Langste zonneschijnduur (uur) | 1963, 1999        | 14,2              | De Bilt           |      | 1991 1999          | 14,9 14,9          | Nieuw Beerta De Kooy |
| Langste neerslagduur (uur) | 2015              | 8,5               | De Bilt           |      | 2000               | 11,8               | Nieuw Beerta         |
| Hoogste etmaalsom van de neerslag (mm) | 2014              | 43,6              | De Bilt           |      | 2014               | 131,6              | Deelen               |
| Laagste etmaalgemiddelde relatieve vochtigheid (%) | 1947              | 50                | De Bilt           |      | 1921               | 48                 | Maastricht           |
| Laagste uurwaarde luchtdruk op zeeniveau (hPa) | 1954              | 997,1             | De Bilt           |      | 1954               | 994,2              | De Kooy              |
| Hoogste uurwaarde luchtdruk op zeeniveau (hPa) | 1963, 1968, 1992  | 1029,9            | De Bilt           |      | 1963               | 1031,3             | Eelde, Leeuwarden    |
| Officiële records worden altijd gemeten op het KNMI-weerstation in De Bilt. Landelijke records kunnen worden gemeten op elk officieel KNMI-weerstation in Nederland. |                   |                   |                   |      |                    |                    |                      |

Uitzonderlijke gebeurtenissen
- 1909 - Officieel maandrecord hoogste uurgemiddelde windsnelheid in m/s van juli gemeten in De Bilt: 16,5
- 1911 - Officieel hoogste maximumtemperatuur in °C van het jaar gemeten in De Bilt: 33,9
- 1948 - Officieel hoogste minimumtemperatuur in °C van het jaar gemeten in De Bilt: 19,3
- 2008 - Officieel hoogste minimumtemperatuur in °C van het jaar gemeten in De Bilt: 20,1
- 2014 - Landelijk maandrecord hoogste etmaalsom van de neerslag in mm van juli gemeten in Deelen: 131,6

### België
Dagrecords
- 1886 - Laagste etmaalgemiddelde temperatuur 12,1 °C
- 1911 - Hoogste etmaalgemiddelde temperatuur 28,4 °C. Dit is de warmste dag ooit in de maand juli.
- 1920 - Laagste minimumtemperatuur 7,4 °C
- 1921 - Hoogste maximumtemperatuur 35,1 °C
- 1903 - Hoogste etmaalsom van de neerslag 41,6 mm

Uitzonderlijke gebeurtenissen
- 1911 - Maximumtemperatuur 35,3 °C in Gembloers en 39,5 °C in Sint-Joost-ten-Node.
- 1921 - Maximumtemperatuur 36,0 °C in Etalle en 38,4 °C in Huy.
- 2006 - Onweders veroorzaken lokaal wateroverlast door grote neerslaghoeveelheden, tot 99,8 mm in Géromont (Malmedy)

<< · 1 · 2 · 3 · 4 · 5 · 6 · 7 · 8 · 9 · 10 · 11 · 12 · 13 · 14 · 15 · 16 · 17 · 18 · 19 · 20 · 21 · 22 · 23 · 24 · 25 · 26 · 27 · 28 · 29 · 30 · 31 · >>